# Ebbing Kiestra
Ebbing Kiestra (Dokkumer Nieuwe Zijlen, 19 juni 1913 – Heelsum, 22 november 1999) was een Nederlands architect BNA.

## Leven en werk
Kiestra was gemeentearchitect te Westerbork (1943-1948), mede-initiator en -oprichter en eerste architect van het Bouwfonds. Vervolgens was hij zelfstandig architect te Westerbork (1948-1952), directeur-architect van het Coöperatieve Bouwbureau voor de Landbouw te Arnhem (1952-1975) en zelfstandig architect te Rheden (1975-1983).
Ebbing Kiestra was als architect gespecialiseerd in boerderijen en bibliotheken. In de grote naoorlogse ruilverkavelingen van Vriezenveen en het Land van Maas en Waal waren de meeste boerderijen van zijn ontwerp. Hij combineerde nieuwe technieken en functionele eisen in moderne varianten van de traditionele Friese kop-hals-romp boerderij. Hij was betrokken bij de ontwikkeling van de eerste open loopstal in Nederland en hij introduceerde het gebruik van gasbeton (Durox) in stallenbouw. Als architect huldigde hij het principe dat functionaliteit leidend was en de vormgeving volgend. Nieuwe ideeën en toepassingen deed hij vaak op tijdens jaarlijkse bezoeken aan Denemarken, vooral ook op het gebied van bibliotheken. In Overijssel heeft hij zo'n 65 bibliotheekontwerpen op zijn naam staan. Daarnaast ontwierp hij kantoor- en bedrijfsgebouwen (o.a. kantoor CBTB, Alkmaar; Centrale Plattelandsbibliotheken West-Overijssel, Zwolle/Berkum; loodsen, Spijkenisse), huishoudschool (Westerbork), villa's, bungalows, woonhuizen, KI-stations (Bunnik, Raalte), grasdrogerij (bij Oosterwolde), winkelpuien (Arnhem), etc. Hij was tevens onderhoudsarchitect van de landgoederen Kasteel De Haar (Haarzuilens), Huize Warmelo (Diepenheim), Kasteel Middachten (Rheden). Vele boerderijen werden door hem nieuw ontworpen of gerenoveerd voor Staatsbosbeheer, rentmeesters en vele particuliere opdrachtgevers.
Ebbing Kiestra was tevens een verdienstelijk aquarellist en tekenaar. Hij was een autodidact en werkte vooral in de zogenaamde nat-in-nat aquareltechniek. Zijn typisch Nederlandse landschappen en stads-, dorps- en riviergezichten hebben een natuurlijke en nostalgische uitstraling en tonen een grote liefde voor de mooie en rustige plekjes van Nederland. In de jaren dertig van de twintigste eeuw produceerde hij een aantal pentekeningen van dorpskerken in Friesland voor de Leeuwarder Courant. Hij had tentoonstellingen in o.a. Aerdt (1982, 2005), Beetsterzwaag, Doesburg, Rheden, Scarborough (Canada), Staphorst, Wolfheze, Zuidwolde en Zwolle.